# Sotto
Sotto (Italiaans voor 'onder') is een muziekterm die verschillende betekenissen kan hebben.
- In pianomuziek komt de aanduiding sotto soms voor om, in geval van spelen met gekruiste armen, aan te geven welke hand onderlangs moet spelen, tegenover sopra (bovenlangs). In deze betekenis wordt 'sotto' overigens regelmatig met de term m.d. (mano dextra of main droite) en/of m.s. (main gauche) of m.s. (mano sinistra) gecombineerd.
- Met sotto voce wordt bedoeld dat men met ingehouden stem of ingehouden uitdrukking moet spelen of zingen.